# Cteniza sauvagesi
Cteniza sauvagesi es una especie de araña migalomorfa de la familia Ctenizidae. Mide hasta 25 mm de longitud, tiene un cuerpo achaparrado y robusto de color marrón. Posee un prosoma brillante. Es una araña sedentaria. La puesta de huevos se producen en junio, en el fondo de la madriguera, y no conlleva la creación de un auténtico capullo. Se encuentra en Italia, Córcega, Cerdeña y Sicilia.